# Nazionale femminile di calcio del Venezuela
La nazionale di calcio femminile del Venezuela è la rappresentativa calcistica femminile internazionale del Venezuela, gestita dalla locale federazione calcistica (FVF).
In base alla classifica emessa dalla FIFA il 15 marzo 2024, la nazionale femminile occupa il 52º posto del FIFA/Coca-Cola Women's World Ranking.
Come membro della CONMEBOL partecipa a vari tornei di calcio internazionali, tra i quali il Campionato mondiale FIFA, la Copa América Femenina, i Giochi olimpici estivi, i Giochi panamericani e i tornei a invito.
Il miglior risultato conseguito dalla nazionale femminile venezuelana è rappresentato dal terzo posto al campionato sudamericano 1991.

## Storia
La nazionale venezuelana giocò le sue prime partite in occasione della prima edizione del campionato sudamericano nel 1991, al quale prese parte assieme a Brasile e Cile. Perse tutte e due le partite e concluse al terzo e ultimo posto. Dopo essere rimasta inattiva per sette anni, tornò a giocare in occasione dell'edizione 1998 del campionato sudamericano, conclusa all'ultimo posto nel gruppo A dopo aver perso tutte le partite, tra le quali un 14-0 subito dal Brasile. Nelle edizioni successive del torneo, ridenominato Copa América Femenina nel 2014, il Venezuela non riuscì a superare la fase a gironi. Concludendo al terzo posto il gruppo B della Copa América Femenina 2022, la squadra, guidata da Pamela Conti, si classificò allo spareggio contro il Cile per l'accesso ai play-off intercontinentali per la qualificazione al campionato mondiale 2023. Nello spareggio le cilene vinsero dopo i tiri di rigore, qualificandosi ai play-off intercontinentali.

## Partecipazione ai tornei internazionali
Legenda: Grassetto: Risultato migliore, Corsivo: Mancate partecipazioni

## Tutte le rose

### Campionato sudamericano
Copa América Femenina 20141 Pacheco, 2 Cabrera, 3 C. Rodríguez, 4 Peraza, 5 Mendoza, 6 Rengel, 7 D. Rodríguez, 8 Zambrano, 9 Castellanos, 10 Moreno, 11 García, 12 F. Rodríguez, 13 Gutiérrez, 14 Rangel, 15 Torres, 16 Pérez, 17 Giménez, 18 Ascanio, 19 Carvalho, 20 Romero, 21 Basanta, 22 Marcano, CT: Zseremeta
Copa América Femenina 20181 Tovar, 2 Oliveros, 3 Rangel, 4 Cabrera, 5 Zambrano, 6 Giménez, 7 Villamizar, 8 Zarabia, 9 Castellanos, 10 García, 11 Altuve, 12 Pacheco, 13 Castro, 14 Cañas, 15 Bandrés, 16 Pérez, 17 Astudillo, 18 Viso, 19 Guarecuco, 20 Carrasquel, 21 Gutiérrez, 22 Castillo, CT: Catoya
Copa América Femenina 20221 Velásquez, 2 Herrera, 3 Gutiérrez, 4 Peraza, 5 Giménez, 6 Romero, 7 Villamizar, 8 O'Neill, 9 Castellanos, 10 Moreno, 11 Altuve, 12 Araujo, 13 Cáceres, 14 Carrasco, 15 Ascanio, 16 García, 17 Astudillo, 18 Viso, 19 Speckmaier, 20 Rodríguez, 21 Olivieri, 22 Tovar, 23 Angulo, CT: Conti